# Бочиль
Бочиль (исп. Bochil) — посёлок в Мексике, штат Чьяпас, входит в состав одноимённого муниципалитета и является его административным центром. Численность населения, по данным переписи 2020 года, составила 14 200 человек.

## Общие сведения
Название Bochil с языка цоциль можно перевести как тыква.
Поселение было основано как асьенда Сан-Педро-Мартин-Бочиль в эпоху колонизации. В 1724 году владельцем асьенды была сеньора Мария Савалета, а в дальнейшем перешла под внешнее управление. В последующем сюда переселялись многие знатные семьи.
В 1920 году здесь была построена школа.
22 августа 1929 года поселение получает статус посёлка с названием Бочиль.
В 1945 году в Бочиле открывается первая в регионе муниципальная библиотека.